# Вокруг света
Навколо світу (рос. Вокруг света) — це старий російський науково-популярний журнал. Видається з 1861 року. Першим його видавцем був Ольхін Павло Матвійович.
Журнал «Вокруг света» був заснований у Санкт-Петербурзі в 1861 році та видається протягом уже півтора століття. «Вокруг света» публікує нові погляди на відомі історичні події, розповіді про відомих людей і їхні долі, інформацію про наукові та географічні відкриття і технічні досягнення. Більшу частину матеріалів складають репортажі, підготовлені спеціально для журналу.
За усі роки свого виходу поміняв декілька видавців. Не видавався з січня 1918 року по січень 1927-го, та з липня 1941-го по грудень 1945 року.
Зараз видається й українське видання. Крім того, журнал виходить у Казахстані та Болгарії. В Україні й Казахстані видається російською, в Болгарії — болгарською мовою. Тематикою статей є: географія, подорожі, етнографія, біологія, астрономія, медицина, культура, історія, біографії, кулінарія, часто розповідається про вміст минулих номерів журналу, і нові відкриття вчених.
Сайт українського видання https://vokrugsveta.ua/ [Архівовано 15 квітня 2017 у Wayback Machine.]

## Фотогалерея

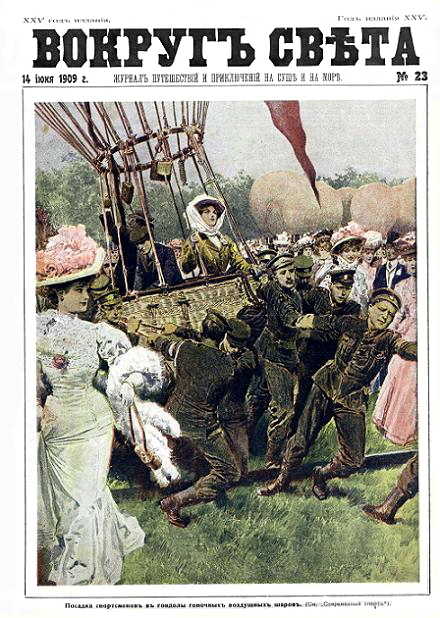
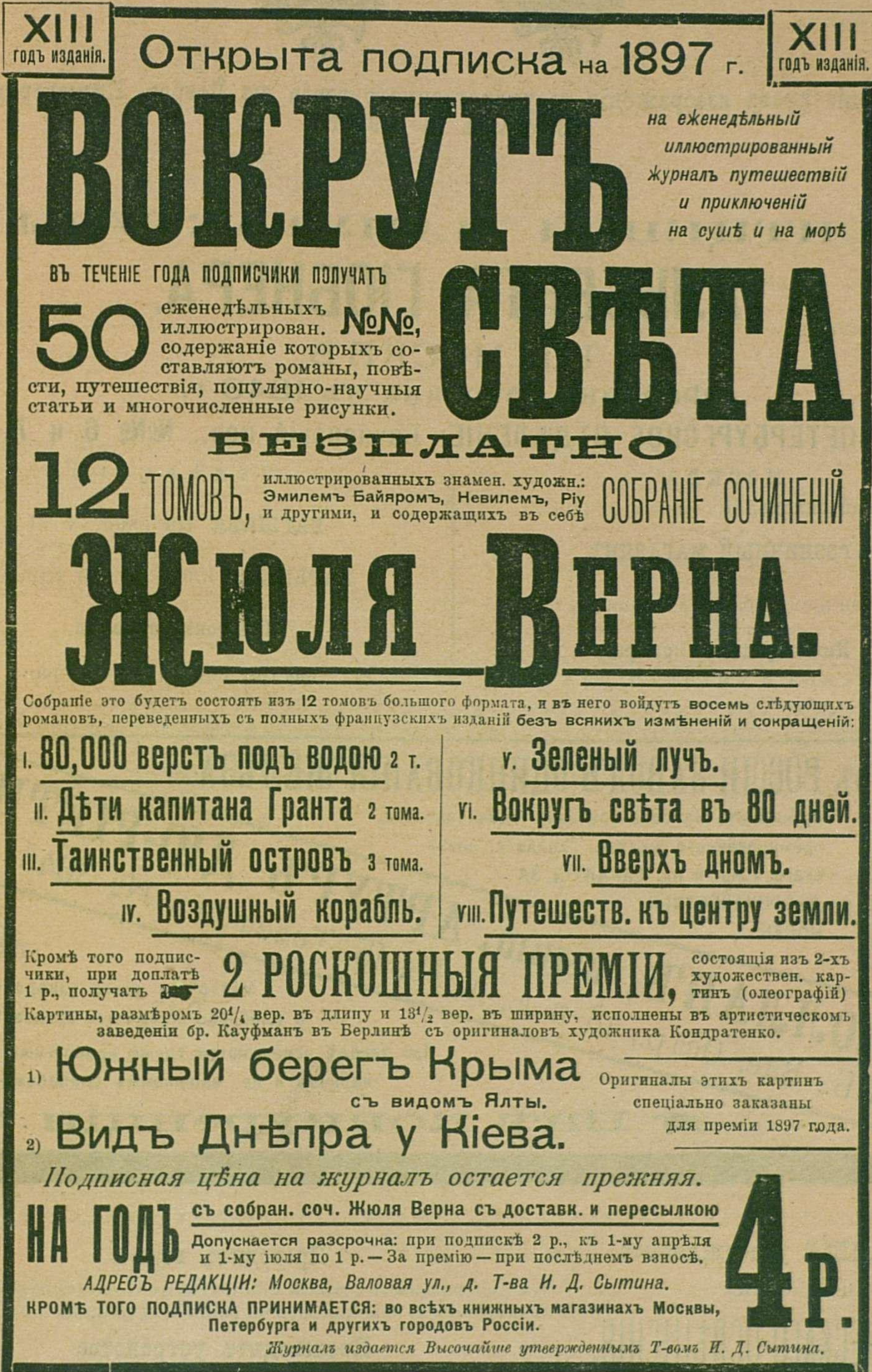
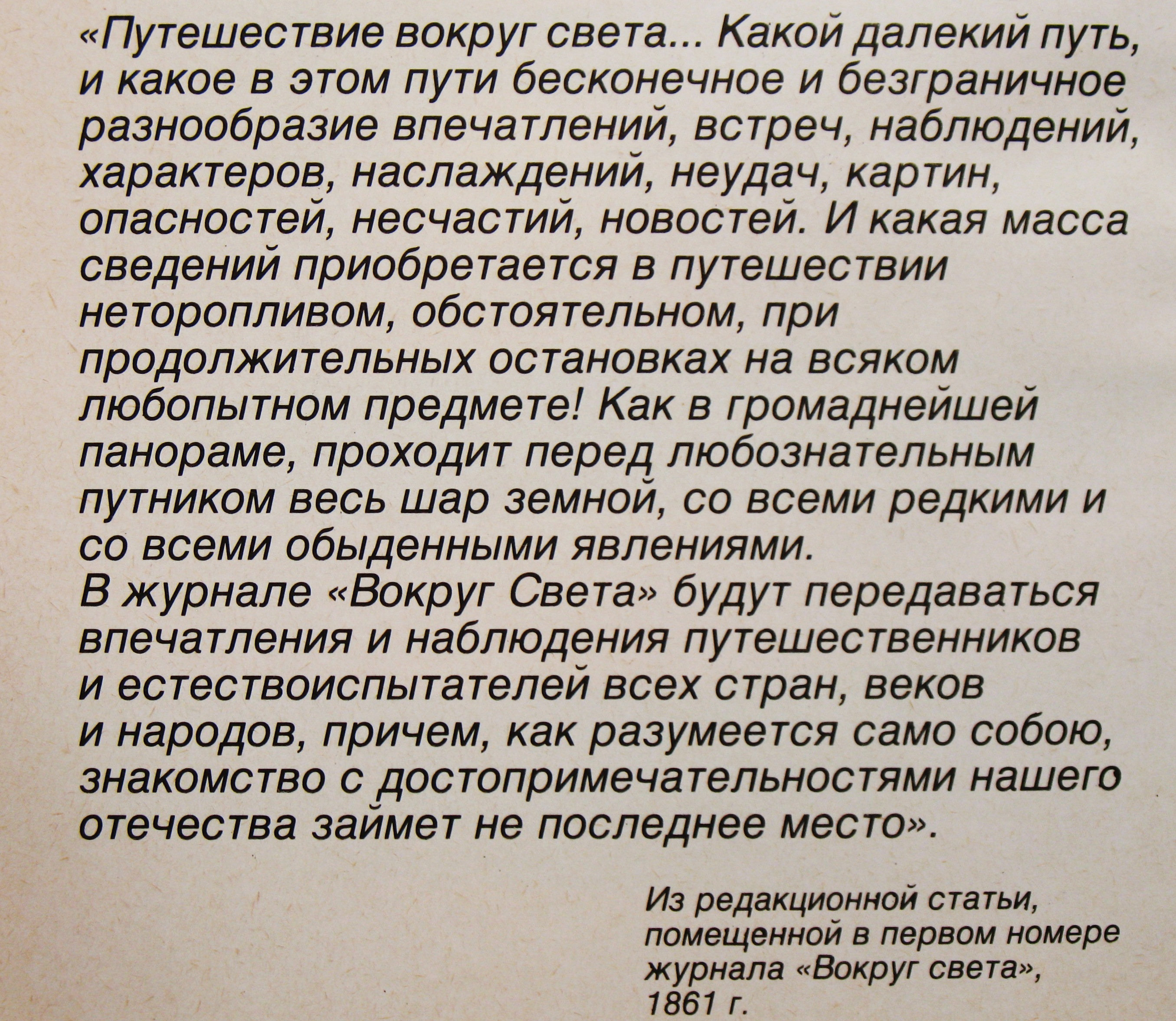
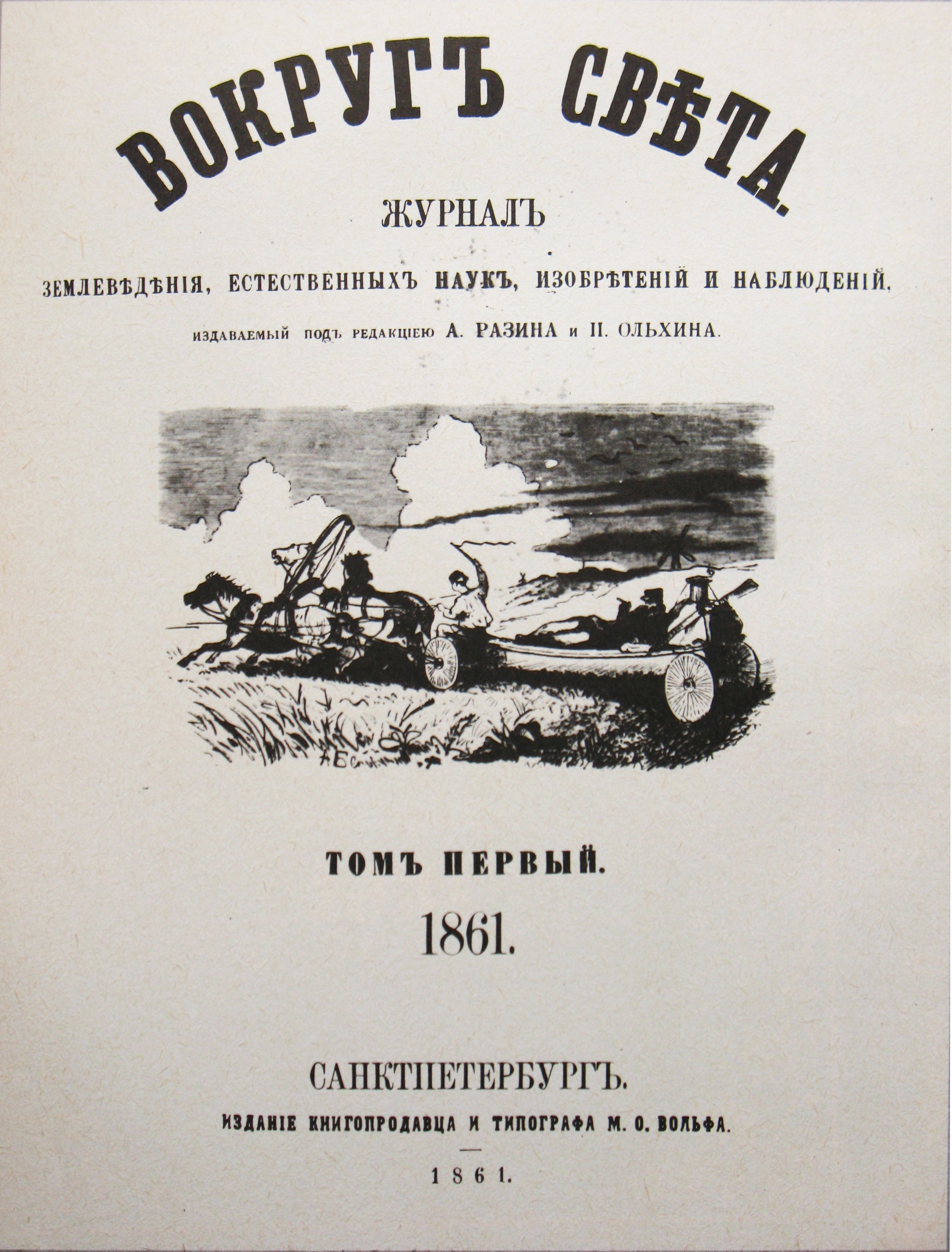
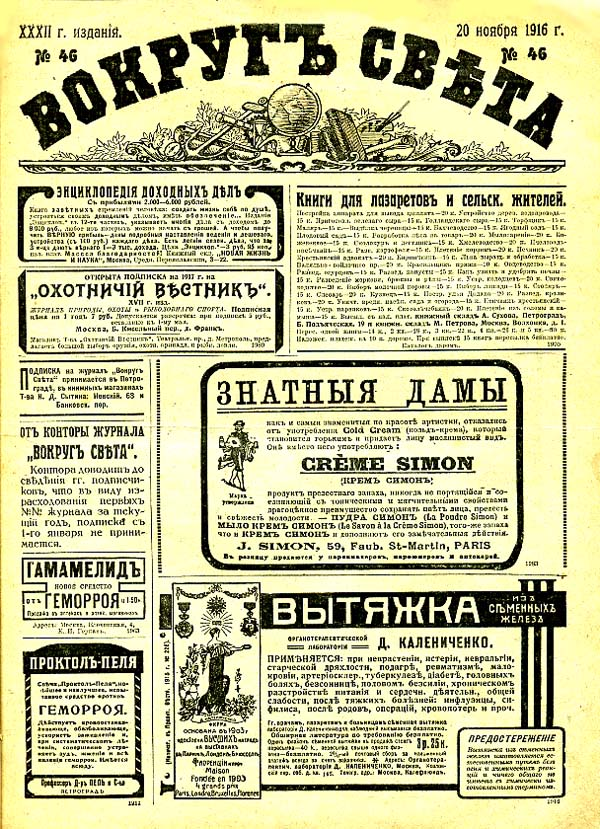
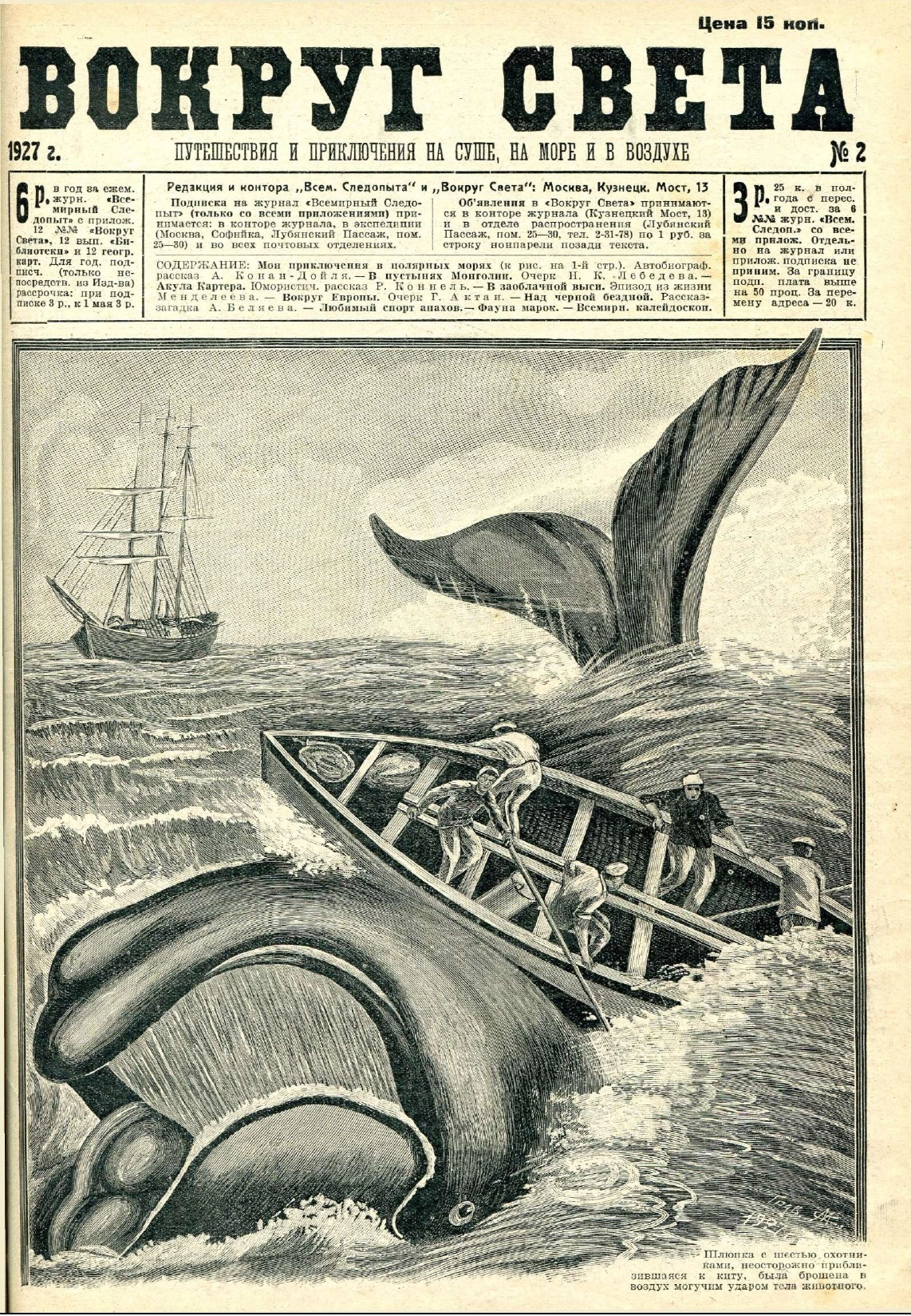
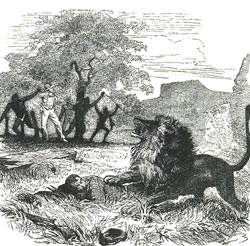